# Ministère de l'Économie (Lituanie)

Le Ministère de l'Économie et de l'Innovation de la République de Lituanie (lituanien : Lietuvos Respublikos ūkio ministerija) est un ministère du gouvernement de la République de Lituanie.
Ses opérations sont autorisées par la Constitution de la République de Lituanie, de décrets publiés par le président et le premier ministre, et les lois adoptées par le Seimas (Parlement). Sa mission est de développer de droit positif et de l'environnement économique pour le développement économique et assurer le bien-être public et de l'emploi.
Le Ministère de l'Économie est responsable de la gestion gouvernement d'entreprise dans les domaines suivants: l'environnement des affaires, l'export, l'innovation, les entreprises d'état (Ee), le soutien de l'UE pour les affaires, les marchés publics et le tourisme.

## Liste des ministres
| Nom                            | Parti | Parti       | Dates       | Gouvernement                   |
| ------------------------------ | ----- | ----------- | ----------- | ------------------------------ |
| Vytas Navickas                 |       | LVŽS        | 1990-1991   | Prunskienė Šimėnas Vagnorius I |
| Albertas Šimėnas               |       | LKDP        | 1991-1992   | Vagnorius I                    |
| Julius Veselka                 |       | LDDP        | 1992-1994   | Šleževičius                    |
| Aleksandras Vasiliauskas       |       | Indépendant | 1994-1995   | Šleževičius                    |
| Vytas Navickas                 |       | LVŽS        | 1995-1996   | Šleževičius                    |
| Antanas Kaminskas              |       | LDDP        | 1996        | Stankevičius                   |
| Vincas Babilius                |       | TS-LKD      | 1996-1999   | Vagnorius II                   |
| Eugenijus Maldeikis            |       | Indépendant | 1999        | Paksas I                       |
| Valentinas Milaknis            |       | Indépendant | 1999-2000   | Kubilius I                     |
| Eugenijus Maldeikis            |       | LLS         | 2000-2001   | Paksas II                      |
| Eugenijus Gentvilas            |       | LLS         | 2001        | Paksas II                      |
| Petras Čėsna                   |       | LSDP        | 2001-2004   | Brazauskas I                   |
| Viktoras Uspaskich             |       | DP          | 2004-2005   | Brazauskas II                  |
| Kęstutis Daukšys               |       | DP          | 2005-2006   | Brazauskas II                  |
| Vytas Navickas                 |       | LVŽS        | 2006-2008   | Kirkilas                       |
| Dainius Kreivys                |       | TS-LKD      | 2008-2011   | Kubilius II                    |
| Rimantas Žylius                |       | TS-LKD      | 2011-2012   | Kubilius II                    |
| Birutė Vėsaitė                 |       | LSDP        | 2012-2013   | Butkevičius                    |
| Evaldas Gustas                 |       | LSDP        | 2013-2016   | Butkevičius                    |
| Mindaugas Sinkevičius          |       | LSDP        | 2016-2017   | Skvernelis                     |
| Virginijus Sinkevičius         |       | LVŽS        | 2017-2019   | Skvernelis                     |
| Žygimantas Vaičiūnas (intérim) |       | Indépendant | 2019-2020   | Skvernelis                     |
| Rimantas Sinkevičius           |       | LSDDP       | 2020        | Skvernelis                     |
| Aušrinė Armonaitė              |       | LP          | 2020-2024   | Šimonytė                       |
| Lukas Savickas                 |       | DSVL        | depuis 2024 | Paluckas                       |